# Fiabe metropolitane
Fiabe metropolitane è un film del 1997 diretto da Egidio Eronico con Gigio Alberti e Anna Bonaiuto.

## Trama
Il film racconta cinque storie che si intrecciano: 
- Un uomo d'affari benestante è un accanito cliente di prostitute ma poi alla fine torna sempre dalla moglie.
- Una comparsa si addormenta al cinema.
- Un bracciante è alle prese con un bullo est-europeo.
- Una donna prevede la morte dell'amante.
- Un piccolo criminale si sente addosso gli occhi della mafia.